# Третяк Назар Орестович
Назар Орестович Третяк (нар. 27 жовтня 2004) — український спортсмен з настільного тенісу. Член кадетської збірної України. Майстер спорту України з настільного тенісу. Гравець клубу вищої ліги України «Ракетка — ДЮСШ № 23» (Київ).

## Життєпис
Народився в Рогатині на Івано-Франківщині. Середню освіту почав здобувати у Рогатинській ЗОШ І-ІІІ ступенів з поглибленим вивченням англійської мови. Після 7 класу продовжив освіту у Київському спортивному ліцеї-інтернаті та займався настільним тенісом у київському клубі «Лідер» під керівництвом тренера Кокуніної Тетяни Борисівни. З 2019 року розпочав навчання в Олімпійському коледжі ім. Івана Піддубного. З цього ж року тренується в спортивному клубі «Ракетка» під керівництвом тренерів Володимира Івановича Короля і Дмитра Олексійовича Дробова.

## Спортивний життєпис

### Мінікадетський і кадетський період
Настільним тенісом почав займатися з шести років в Рогатинській СДЮШОР Івано-Франківської області. Першими тренерами і наставниками були Зеновій Михайлович Верб‘яний та Богдан Михайлович Сенишин. Значну допомогу для прогресування в настільному тенісі надали тренери Мирослав Васильович Лобода та Богдан Богданович Сенишин, а також тенісисти: майстер спорту з настільного тенісу Василь Верб'яний, кандидат у майстри спорту Юрій Колос.

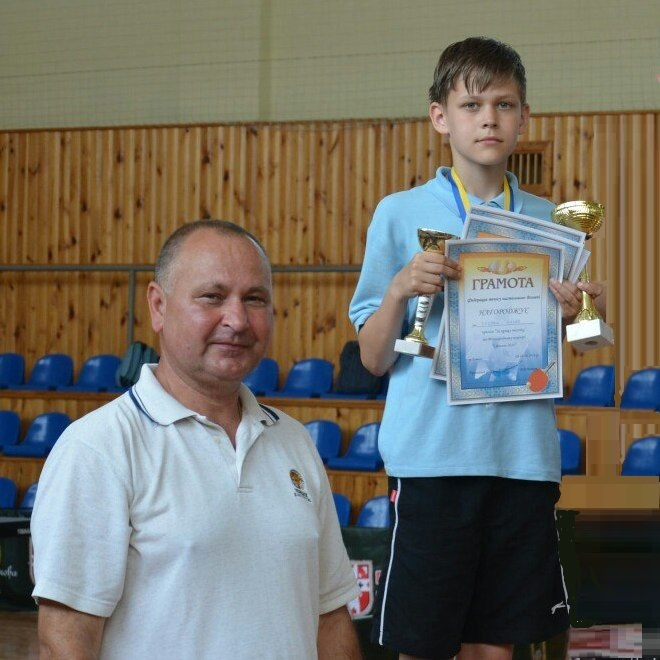
Назар Третяк та тренер Зеновій Верб‘яний з призами турніру «Світязь», 2016 рік

Перші успіхи прийшли до Назара під час навчання в Рогатинській СДЮСШОР. У 2015 році він стає переможцем у міжнародному турнірі «Кубок Роксолани» (Рогатин). У 2016 році завойовує золоту медаль на міжнародному турнірі «Світязь» (Ковель). Також з'являються нагороди й на інших турнірах: «Кубок Карпат» (Івано-Франківськ), «Турнір пам'яті героїв Брестської кріпості» (Брест), «ЛІРС Open» (Жовква).
З 2015 року починає брати участь у чемпіонаті України серед мінікадетів «Прудкий м'яч». У 2016 році здобуває бронзову нагороду в особистому розряді та золоту нагороду в парному розряді (разом з Назарієм Кіщуком) на чемпіонаті серед мінікадетів (Жовква, 24-28 травня). У ході змагань виконує норматив кандидата у майстри спорту України з настільного тенісу.
З 2014 року бере участь у Клубному чемпіонаті України «Дитяча ліга». У 2017 разом з Назарієм Кіщуком та Максимом Мельничуком здобуває друге місце серед команд Дитячої ліги (для спортсменів 2002—2004 р.н.). У цьому ж році займає третє місце в команді з Ярославом Олеськевичем на міжнародному турнірі мінікадетів «Cupa Bistrita» (Румунія). У 2017 році на чемпіонаті України з настільного тенісу серед кадетів стає срібним призером у парі з Назарієм Кіщуком (Чернігів, 9-13 жовтня).
У 2018 році Назар здобуває золоті нагороди на турнірі «Кубок Анатолія Строкатова» (Львів), а також посідає перше місце в особистому розряді серед найсильніших кадетів України (для спортсменів 2004 р.н., Умань). Разом з командою стає чемпіоном Дитячої ліги у сезоні 2017—2018.
Новий етап в розвитку майстерності розпочався для Назара Третяка у Києві. Заняття проходили спочатку у клубі «Лідер», а з 2019 — у клубі «Ракетка». У 2019 він становиться чемпіоном Києва серед кадетів, займає друге місце в особистому розряді на чемпіонаті Україні для кадетів (Чернігів, 13-17 березня), посідає друге місце в команді на чемпіонаті України серед молоді віком до 21 року (Чернігів, 12-16 листопаду), а також разом з командою стає чемпіоном Дитячої ліги у сезоні 2018—2019.
У цей період зростають його успіхи на міжнародних змаганнях. Він завойовує бронзову нагороду разом з Максимом Мельничуком на ITTF World Junior Circuit Egypt Junior & Cadet Open (Шарм-ель-Шейх, 16-20 жовтня 2019 року), бронзову нагороду в парі з Ярославом Олеськевичом на ITTF World Junior Circuit Premium Polish Junior & Cadet Open (Владиславово, 22-26 травня 2019 року). Отримує перший європейський рейтинг ITTF.

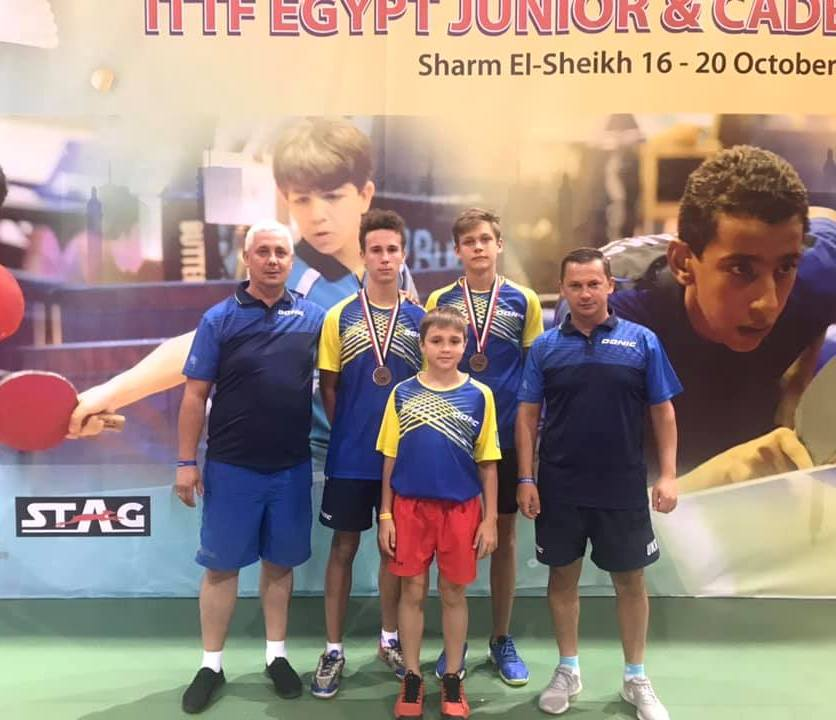
У складі команди України на змаганнях в Шарм-ель-Шейх, 2019 рік

У сезоні 2019—2020 виступає в першій лізі за команду СДЮСШОР (Рогатин) та у вищій лізі України за команду «Ракетка — ДЮСШ № 23» (Київ).
У вересні 2019 року після перемог у першій та вищій лігах набирає рівень рейтингу, необхідний для виконання нормативу майстра спорту України з настільного тенісу.
У 2019 році нагороджений дипломом Рогатинської міської ради за перемогу у конкурсі «Людина року» як найкращий спортсмен міста. 

### У складі національної збірної України
З 2019 року залучений до національної кадетської збірної України. Взяв участь у чемпіонаті Європи серед кадетів та юніорів (Острава, 7-16 липня). За підсумками змагань потрапив до числа тридцяти двох кращих кадетів Європи. Знаходиться у резерві національної збірної України з настільного тенісу.